# Allocosa mossamedesa
Allocosa mossamedesa är en spindelart som beskrevs av Roewer 1959. Allocosa mossamedesa ingår i släktet Allocosa och familjen vargspindlar.
Artens utbredningsområde är Angola. Inga underarter finns listade i Catalogue of Life.